# 王雲翔 (清朝)
王雲翔（？—？），江西新淦縣（今新干县）人，清朝政治人物。

## 生平
雍正十一年（1733年）癸丑科進士。乾隆元年（1736年）任湖北蒲圻縣（今屬湖北省赤壁市）知縣。調江夏縣，官至漢陽府同知。